# 디쥐트몽타뉴주

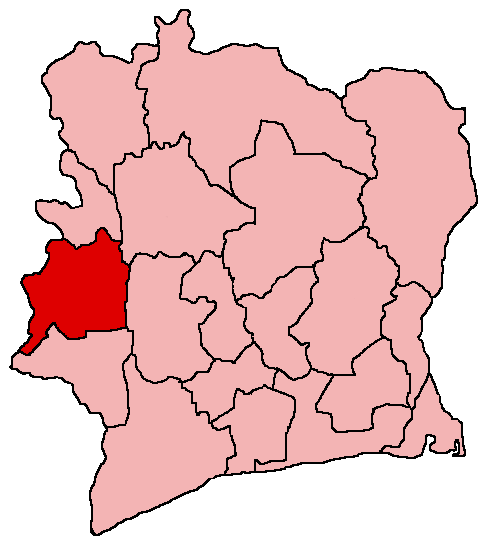
디쥐트몽타뉴주

디쥐트몽타뉴주(프랑스어: Dix-Huit Montagnes) 또는 몽타뉴주(프랑스어: Montagnes)는 코트디부아르에 존재했던 행정 구역이다. 주도는 만이며 면적은 16,600km2, 인구는 1,125,800명(2002년 기준)이었다. 주 이름은 프랑스어로 "18개의 산"을 뜻하며 6개의 하위 행정 구역(방골로, 비앙쿠마, 다나네, 쿠이블리, 만, 주앙우니앙)을 관할했다.